# Dave Gibbons

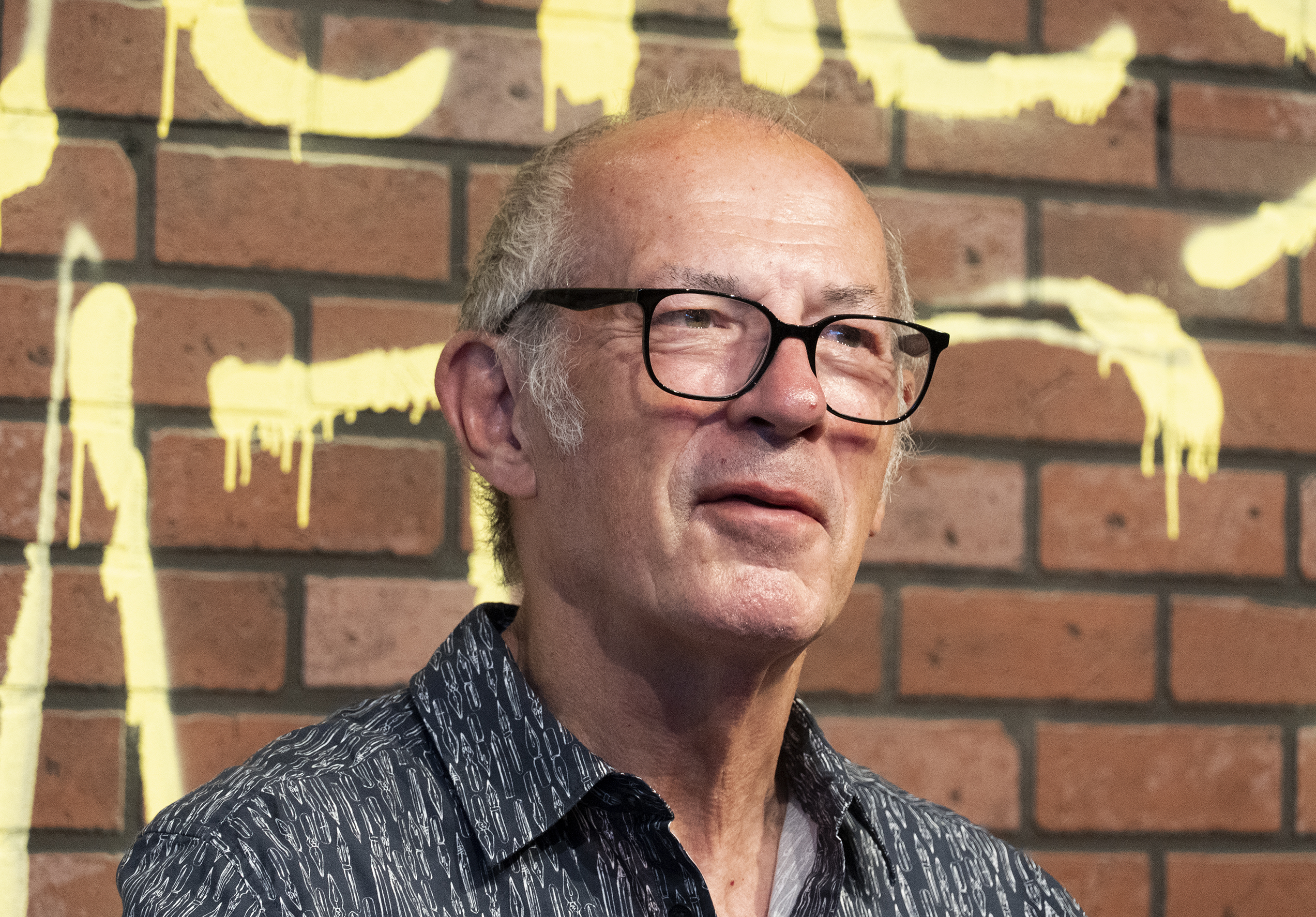
Dave Gibbons auf dem Comicfestival München 2025

Dave Gibbons (* 14. April 1949) ist ein britischer Illustrator, der seit 1973 Comics zeichnet. 

## Leben und Leistungen
Er begann mit seiner Arbeit auf diesem Gebiet für das einflussreiche britische Magazin 2000 AD und illustrierte bekannte Comics wie Doctor Who, Harlem Heroes, Dan Dare und den von ihm mitbegründeten Rogue Trooper. 1982 begann er, die Green Lantern für den amerikanischen Verlag DC Comics zu zeichnen; seitdem hat er neben zahlreichen anderen DC-Serien auch für Superman und Batman gezeichnet. 
1986/1987 schuf er zusammen mit Alan Moore die hochgelobte und mit einem Hugo ausgezeichnete zwölfteilige Serie Watchmen; einer der ersten Comiczyklen überhaupt, der als Graphic Novel erschien.
Unter seinen zahlreichen weiteren Werken befindet sich die Miniserie Give Me Liberty (in Zusammenarbeit mit Frank Miller) und die Graphic Novel The Originals.
Dave Gibbons war auch für das graphische Design der Computerspiele Lure of the Temptress und Beneath a Steel Sky zuständig.
Er ist verheiratet und lebt mit seiner Frau und einem Sohn in England.